# Îles Ottawa
Pour les articles homonymes, voir Ottawa (homonymie).

Carte de la baie d'Hudson et environs

Les îles Ottawa (en anglais Ottawa Islands) sont situées sur la côte est de la baie d'Hudson.

## Géographie
Elles sont situées au large de la péninsule d'Ungava (Québec) mais sont rattachées au Nunavut. Elles comprennent 24 petites îles dont les principales sont Booth, Bronson, Gilmour, Perley, J. Gordon, Paltee et Eddy. Le point le plus élevé de l'archipel se situe sur l'île Gilmour  et culmine à une altitude de 549 m.

## Faune
Les îles Ottawa, et les Îles Belcher plus au sud, sont un site de reproduction pour la sous-espèce de l'eider à duvet.